# Heike Müns
Heike Müns (* 1943 in Bad Doberan) ist eine deutsche Volkskundlerin.

## Biographie
Nach dem Studium der Germanistik und Musikwissenschaft in Rostock, das sie 1968 mit dem Staatsexamen abschloss, hatte Heike Müns von 1969 bis 1977 ein Lehramt in den Fächern Deutsch und Musik in Rostock inne. Von 1979 bis 1983 war sie als wissenschaftliche Mitarbeiterin an der Akademie der Wissenschaften der DDR (AdW) in Berlin tätig. Nach ihrer Promotion im Fach Volkskunde 1983 war sie bis 1991 wissenschaftliche Mitarbeiterin der AdW im Wossidlo-Archiv (Institut für Volkskunde) in Rostock. Seit 1992 arbeitet Müns als wissenschaftliche Mitarbeiterin im Bundesinstitut für Kultur und Geschichte der Deutschen im östlichen Europa. Sie ist Lehrbeauftragte an der Carl von Ossietzky Universität Oldenburg.

## Wirken
Ihre Arbeitsschwerpunkte in Forschung und Lehre sind die Lied- und Brauchforschung, die Alltagskultur der Deutschen im östlichen Europa, das Alltagsleben der Ungarndeutschen, Vertriebene in der ehemaligen DDR und Wissenschaftsgeschichte.

## Mitgliedschaften
Müns ist Mitglied der Deutschen Gesellschaft für Volkskunde (dgv) und mehrerer Kommissionen (für deutsche und osteuropäische Volkskunde in der DGV; für Lied-, Musik- und Tanzforschung in der DGV; International Council for Traditional Music [ICTM]; Fachkommission Volkskunde im J.-G.-Herder-Forschungsrat).

## Veröffentlichungen (Auswahl)
- (Hrsg.): Niederdeutsches Liederbuch. Volkstümliche Lieder aus fünf Jahrhunderten. Hinstorff, Rostock 1981.
- Jahresbrauchtum im mecklenburgischen Dorf während der Übergangsperiode vom Feudalismus zum Kapitalismus (ca. 1800–1870). Eine volkskundliche Untersuchung. 1983.
- (Hrsg.): Dat du mien Leewsten büst. 200 plattdeutsche Lieder aus Vergangenheit und Gegenwart. Hinstorff, Rostock 1988
- (Hrsg., zus. mit Burkhard Meier): Weiße Segel fliegen auf der blauen See. Pommern in Lied und Brauch. Rostock 1992.
- Von Brautkrone bis Erntekranz. Jahres- und Lebensbräuche in Mecklenburg-Vorpommern. Ein Handbuch. Rostock 2002.
- (Hrsg.): Musik und Migration in Ostmitteleuropa. München und Wien 2005.
- (Hrsg., zus. mit Matthias Weber): „Durst nach Erkenntnis…“ Forschungen zur Kultur und Geschichte der Deutschen im östlichen Europa. Zwei Jahrzehnte Immanuel-Kant-Stipendium. (Schriften des Bundesinstituts für Kultur und Geschichte der Deutschen im östlichen Europa, Bd. 29), München 2007
- darüber hinaus Herausgebertätigkeit für:
  - Schriftenreihe der Kommission für deutsche und osteuropäische Volkskunde 1994–2004.
  - Jahrbuch für deutsche und osteuropäische Volkskunde 1993–2004 (36 mit Peter Assion, 38–40 mit Theodor Kohlmann).

## Auszeichnungen
- 2010 Quickborn-Preis der Niedersächsischen Sparkassenstiftung und der Quickborn Vereinigung für niederdeutsche Sprache und Literatur e. V.